# Antonín Bělohoubek
Antonín Bělohoubek (28. dubna 1845 Jeřice – 24. prosince 1910 Královské Vinohrady) byl český chemik. Věnoval se především kvasné chemii.

## Život
Narodil se v rodině správce knížecího velkostatku v Hořicích. Měl mladšího bratra Augusta (1847–1908), který se později rovněž stal chemikem. V roce 1849 se rodina přestěhovala do Nové Paky, kde otec dostal úřednické místo berního. Oba bratři záhy osiřeli a přestěhovali se do Prahy. Přes těžkou hmotnou situaci Antonín vystudoval německou reálku a od roku 1861 studoval na německé polytechnice, kde byl žákem (a později rovněž zetěm) Karla Ballinga. V roce 1868 se stal asistentem profesora Wilhelma Gintla. Ve stejném roce se habilitoval jako soukromý docent pivovarnictví. V roce 1880 byl jmenován mimořádným a v roce 1888 řádným profesorem chemie na Císařské a královské české vysoké škole technické v Praze. Dále přednášel zemědělskou chemii a technickou mikroskopii. Po roztržce se studenty odešel a přijal místo přednosty chemického oddělení na Patentním úřadu ve Vídni.
V roce 1906 odešel do penze a vrátil do Prahy, zemřel v roce 1910 zemřel. Pohřben byl na Vinohradském hřbitově.

## Dílo

### Spolky a instituce
Byl zakladatelem nebo spoluzakladatelem těchto spolků a institucí:
- 1872 Česká společnost chemická
- 1875 Sladovnická škola v Praze
- 1878 Lihovarnická škola v Praze
- 1880 Výzkumný ústav pro průmysl lihovarnický
- 1887 Výzkumný ústav pro průmysl pivovarnický

### Bělohoubek a Spor o Rukopisy
V roce 1885 byl Antonín Bělohoubek pověřen spolu s Vojtěchem Šafaříkem podrobným chemickým a mikroskopickým průzkumem Rukopisu královédvorského a zelenohorského. Oba vědci stanovili sérii pěti testů, kterými zkoušeli zkoumané rukopisy, původní rukopisy ze 14. století a podobné materiály z let 1780–1820. Testy probíhaly nezávisle v letech 1886–1887 a bylo zjištěno, že převážná většina reakcí zkoumaných rukopisů odpovídá reakcím skutečných středověkých materiálů. Bělohoubkův závěr zní: "Rukopis Kralodvorský se chová po stránce mikroskopické a mikrochemické v podstatě tak, jako nepochybně starobylé rukopisy z věku, do něhož se klade." V jedné iniciále byla ale nalezena berlínská modř, která je známa až od 18. století. Tato skutečnost se pak stala jedním z hlavních argumentů odpůrců pravosti RKZ.

## Spisy
Publikoval řadu knih a odborných článků, ve kterých se věnuje především otázkám pivovarnictví z mnoha různých hledisek. Celek těchto spisů tvoří ucelený interdisciplinární soubor, který je zároveň přehledem vědomostí, jež měla poslední třetina 19. století o tomto potravinářském oboru.
- Několik slov o stavbě a zařizování pivovarův, Praha : vlastní náklad, v komisi kněhkupectví Frant. Řivnáče, 1875, 30 s., 2 složené l. příl. s architekt. výkresy. dostupné on-line Archivováno 29. 5. 2020 na Wayback Machine.
- Einige Worte über den Bau und die Einrichtung von Brauereien, Prag : Selbstverlag. In Kommission bei Fr. Řivnáč, 1875, dostupné on-line Archivováno 29. 5. 2020 na Wayback Machine.
- O vrchním kvašení mladinek pivních, Praha : vlastní náklad, v komisi kněhkupectví Frant. Řivnáče, 1877, dostupné on-line Archivováno 29. 5. 2020 na Wayback Machine.
- O stanovení hodnoty ječmene, Praha : vlastní náklad, v komisí kněhkupectví J. Otto, 1880, dostupné on-line Archivováno 29. 5. 2020 na Wayback Machine.
- Über die Obergährung von Bierwürzen, Prag : Selbstverlag. In Kommission bei Fr. Řivnáč, 1881, dostupné on-line Archivováno 29. 5. 2020 na Wayback Machine.
- O vlivu droždí v jakosť piva a o významu čistých kvasnic pro pivovary českomoravské, Praha : vlastní náklad, 1885, dostupné on-line Archivováno 29. 5. 2020 na Wayback Machine.
- Příspěvek k otázce o degeneraci ječmene, Praha : vlastní náklad, 1885 dostupné on-line Archivováno 29. 5. 2020 na Wayback Machine.
- O chmeli Staro-Ouholickém. O prodejném kieseritu a jeho užívání, Praha : Nakladatel A. Reinwart knihkupec, 1891 dostupné on-line Archivováno 29. 5. 2020 na Wayback Machine.

Je rovněž autorem životopisných studií:
- František Chodounský : náčrtek životopisný, Praha : vlastní náklad, 1884
- Život a působení Františka Ondřeje Poupěte, Praha : vlastní náklad : V komisí knikupectví Fr. Řivnáče, 1878
- M. Louis Pasteur : jeho život a působení, Praha : vlastní náklad, 1897

## Ocenění díla
- V roce 1910 mu byl udělen čestný titul doktora technických věd (Dr.h.c.) Českého vysokého učení technického v Praze.[3]